# Be My Baby
"Be My Baby" je píseň napsaná Jeffem Barrym, Ellie Greenwichovou a Philem Spectorem. Jako první ji nahrála dívčí kapela The Ronettes, která ji v srpnu 1963 vydala jako singl a poté roku 1964 umístila na své debutové LP album Presenting the Fabulous Ronettes featuring Veronica. Skupinu při natáčení doprovázel orchestr, jedny z doprovodných vokálů zpívala Cher. Jejich píseň vydržela v žebříčku Billboard Hot 100 třináct týdnů a nejvýše se dostala na druhou příčku.
"Be My Baby" se roku 2004 umístila na 22. místě žebříčku 500 nejlepších písní všech dob časopisu Rolling Stone, kde byla charakterizována jako Rosettská deska pro takové pionýry nahrávání ve studiu, jakými byli Brian Wilson nebo Beatles. V roce 1999 se píseň stala součástí Síně slávy Grammy Award a roku 2006 verzi od The Ronettes přidala Knihovna Kongresu do National Recording Registry.

## Coververze
- 1970 – Andy Kim nahrála cover verzi, která se umístila na 17. místě Billboard Hot 100.[2]
- 1973 – John Lennon, píseň vyšla jako součást John Lennon Anthology
- 1977 – Shaun Cassidy
- 1981 – Mike Love, album Looking Back with Love
- 2000 – Brian Wilson, album Live at the Roxy Theatre
- 2012 – Leslie Grace, album Leslie Grace

česká coververze
- v roce 1981 ji pod názvem „Už nám svítá“ s textem Jaroslava Machka natočila Eva Hurychová